# アール・モラン
アール・モラン（Earl Moran、1893年 - 1984年）は、アメリカ合衆国の画家・写真家。

## 経歴
1893年12月8日、アイオワ州ベントン郡ベル・プレーン（Belle Plaine）に生まれる。出生名 Earl Steffa Moran。
初め、年長のドイツ人芸術家 John Stich の手ほどきを受ける。また、ウォルター・ビッグズ（Walter Biggs）とともにシカゴ美術館で学んだこともある。後に有名なアート・スチューデンツ・リーグ・オブ・ニューヨークで学ぶ。この時期の師に壁画家のヴィンセント・ドルモンド（Vincent Drumond）、ロバート・ヘンライ、トマス・フォガーティ（Thomas Fogarty）、伝説的な解剖学者ジョージ・ブリッジマンなどが挙げられる。
1931年、シカゴに戻り、写真とイラストレーション制作のために小さなスタジオを開設。二つのカレンダー会社（Brown & Bigelow, Thomas D. Murphy）が彼の作品を買ってくれた時、モランのキャリアは公的にスタートした。1932年、Brown & Bigelow と独占契約を結ぶ。1937年までに彼の作品を使用したカレンダーは何百万部も売れた。1940年、LIFE誌がモランの作品を特集する（Speaking of Pictures）。これがきっかけで彼は全米レベルの有名人となる。1941年、出版社 Robert Harrison が Beauty Parade 誌を創刊するのを手助けした。後に同社の Flirt, Wink, Giggles に作品を掲載している。
1946年、当時19歳だったマリリン・モンローがモランと知り合う。彼女はその後4年間断続的にモランのモデルを務める。様々な衣装に包まれた、ときにはトップレスのマリリンの写真を撮ったモランは、時給10ドルを支払った。当時女優になる直前だったマリリンはこれによって家賃を賄った。
1955年頃ラスベガスに移ると、ファインアートに集中、お気に入りの主題であるヌードを描いた。1982年に視力が衰えるまで、Aaron Brothers Galleries　と契約していた。1984年1月17日、サンタモニカで死去。
2011年、ビバリーヒルズの Heritage Auctions で Marilyn と題した絵画が83,650米ドルで落札される。これは彼の作品としては最高額である。

## 私生活
モランの最初の妻はデニショ－ン・ダンス・カンパニー（Denishawn Dance Company）のダンサーの Louise Scott である。娘の Marie Jeanette Moran はペギー・モラン（Peggy Moran）の芸名で活動した映画女優である。